# Chiesa di Santo Stefano Protomartire (Vedano al Lambro)
La chiesa di Santo Stefano Protomartire è la parrocchiale di Vedano al Lambro, in provincia di Monza e Brianza e arcidiocesi di Milano; fa parte del decanato di Lissone.

## Storia
Nel Liber Notitiae Sanctorum Mediolani la cappella di Vedano è elencata tra quelle dipendenti dalla pieve di Desio; questa situazione è confermata nella Notitia cleri del 1380 e nel Liber seminarii mediolanensis del 1564.
Dalla relazione della visita del 1758 del delegato Antonio Verri si legge che la parrocchiale di Santo Stefano Protomartire, in cui avevano sede le società del Santissimo Sacramento e della Beata Maria Vergine del Santissimo Rosario, aveva come filiali gli oratori della Beata Maria Vergine, di San Giorgio nell'omonima frazione, di San Giuseppe, della Beata Maria Vergine al Salice, della Beatissima Vergine Maria Nascente al Mirabello e di Santa Maria della Misericordia.
Tra il 1842 e il 1843 fu eretta la nuova torre campanaria, mentre nel 1894 la chiesa venne interessata da un importante intervento di rifacimento e di ampliamento.
Nel 1905 la parrocchia entrò a far parte del vicariato di Lissone; nel 1972, con la riorganizzazione territoriale dell'arcidiocesi voluta dal cardinale Giovanni Colombo, confluì nel decanato di Monza, per poi essere aggregata sette anni dopo a quello di Lissone.
La chiesa venne adeguata alle norme postconciliari nel 1993 mediante l'aggiunta dell'altare rivolto verso l'assemblea e la rimozione delle balaustre che delimitavano il presbiterio.

## Descrizione

### Esterno
La facciata a salienti della chiesa, rivolta a occidente, è suddivisa da una cornice marcapiano in due registri, entrambi scanditi da lesene e semicolonne; quello inferiore, più largo, presenta i tre portali d'ingresso con coronamento mistilineo e due finestrelle, mentre quello superiore, affiancato da volute, è caratterizzato da un finestrone e concluso dal timpano di forma triangolare.
Annesso alla parrocchiale è il campanile a base quadrata, la cui cella presenta delle colonne d'ordine dorico ed è coronata dalla cupola.

### Interno

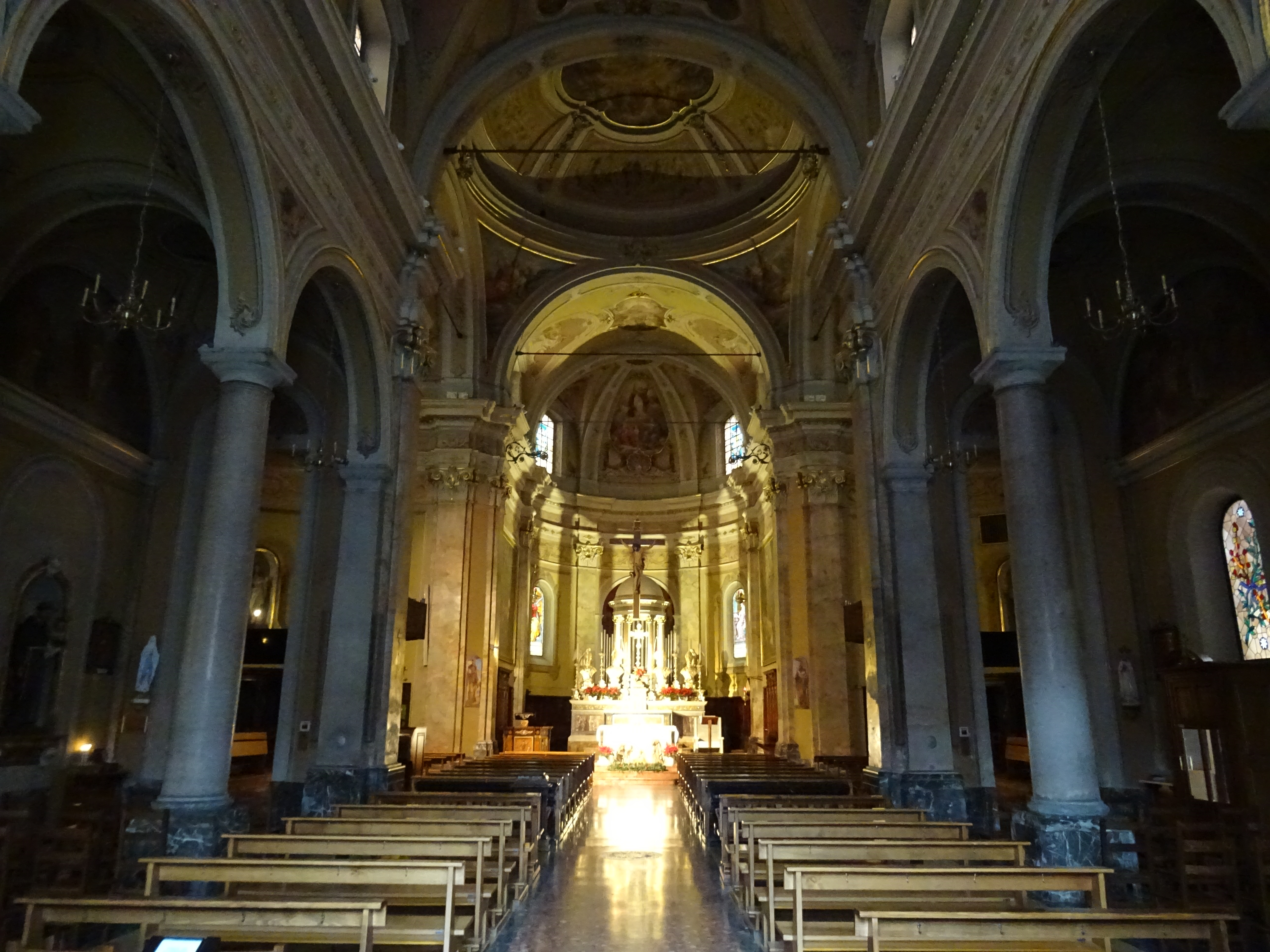
L'interno

L'interno dell'edificio si compone di tre navate, separate da colonne sorreggenti archi a tutto sesto, sopra i quali corre la trabeazione modanata e aggettante su cui si impostano le volte, a crociera sulla navata centrale e a vela su quelle laterali; al termine dell'aula si sviluppa il presbiterio, rialzato di alcuni gradini, ospitante l'altare maggiore e chiuso dall'abside poligonale.